# Sphenia tumida
Sphenia tumida är en musselart som beskrevs av J. E. Lewis 1968. Sphenia tumida ingår i släktet Sphenia och familjen sandmusslor. Inga underarter finns listade i Catalogue of Life.